# Klotho (Mythologie)

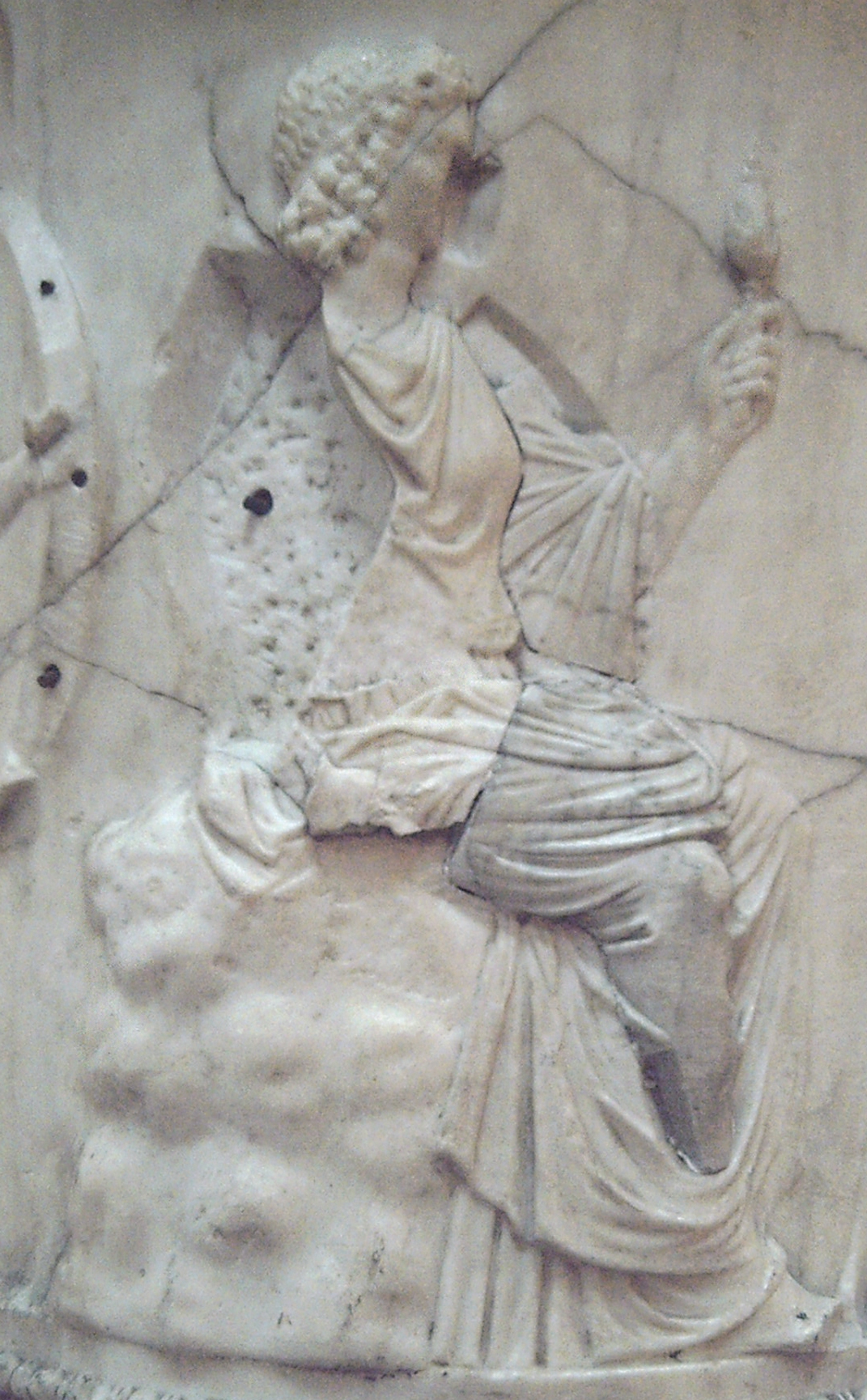
Klotho auf einem Puteal des 2. Jahrhunderts

Klotho (griechisch Κλωθώ Klōthṓ, deutsch ‚Spinnerin‘) ist in der griechischen Mythologie die jüngste der drei Moiren.
Ihre Aufgabe ist es, den Lebensfaden zu spinnen, der von Lachesis bemessen und von Atropos abgeschnitten wird.
Nach Hesiod war Klotho eine Tochter von Zeus und Themis.
An anderer Stelle in der Theogonie werden die Schicksalsgöttinnen (Moiren) allerdings Kinder der Nyx („Nacht“) genannt.
Ihre römische Entsprechung war Nona (die „Neunte“), ursprünglich eine Göttin, die im 9. Monat der Schwangerschaft angerufen wurde. Sie sollte über das Schicksal der Geburt entscheiden.

## Rezeption
Der Stoff ist Gegenstand der Oper Klothó – Thread of the Tales.